# مقتل معمر القذافي
قُتل الرئيس الليبي المخلوع معمر القذافي – الذي حكمَ ليبيا لأكثر من 40 سنة – في 20 تشرين الأوّل/أكتوبر 2011 خلال معركة سرت؛ حيثُ عُثرَ على العقيد مختبئًا في بربخ غربي سرت على يدِ قوات المجلس الوطني الانتقالي. بعدَ وقتٍ قصيرٍ من إلقاء القبضِ عليه؛ فارق القذافي الحياة وقالَ حينَها المجلس الوطني الانتقالي إنه تُوفيّ متأثراً بجراحه التي أصيب بها في معركة بالأسلحة النارية لكنّ شريط فيديو مصور ظهرَ فيهِ القذافي وهو حيّ رفقة عناصر من الثوار الذين انهالوا عليهِ بالضرب وهو يطلبُ الصفح منهم.

## الأحداث
بعد سقوط طرابلس في يدِ المجلس الوطني الانتقالي في آب/أغسطس 2011؛ هرب القذافي وعائلته من العاصمة الليبية. حينها سرت شائعات على نطاق واسع تُفيد بأنّ معمّر قد لجأَ إلى جنوب البلاد؛ قبل أن يتبيّن أنه فرّ في قافلة صغيرة إلى سرت يوم سقوط العاصِمة ولحقَ بهِ في وقتٍ لاحقٍ ابنه المعتصم القذافي في قافلة صغيرة ثانية.
بحلول 19 تشرين الأوّل/أكتوبر 2011؛ قالَ رئيس الوزراء الليبي محمود جبريل إنه يعتقد أن الزعيم السابق موجود في الصحراء الجنوبية؛ حيث أعادَ تشكيل قواته من خِلال ضمّ القبائل الموالية له في المنطقة. في تلكَ الفترة؛ كان المجلس الوطني الانتقالي قد سيطرَ على بلدة بني وليد الموالية للقذافي وكان على وشك السيطرة على سرت شرقي طرابلس. وفقا لمعظم الروايات؛ فإنّ القذافي استوطنَ مع مسلّحين موالين له عددًا من المباني في سرت لعدة أشهر قبل أن ينجحَ الثوار في القبضِ عليها. وقالَ منصور ضو وهو عضو في الدائرة الداخلية للقذافي وزعيم الحرس الشعبي إنّ القذافي كان «مُتعبًا» حيثُ اشتكى من نقص الكهرباء والماء كما تجاهلَ محاولات إقناعه بالفرار من البلاد والتخلي عنِ السلطة. مع سقوط آخر المعاقل الموالية للنظام؛ حاول القذافي وأعضاء آخرون الفرار.

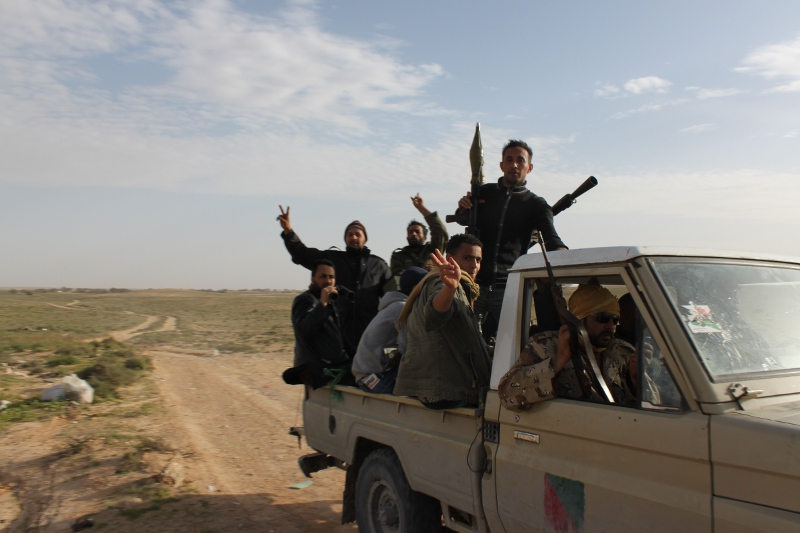
ثوار مسلّحون خلال عودتهم من الأراضي الواقعة خارج مدينة بريقة بعد أن طردوا آخر القوات الموالية للقذافي هناك

في حوالي الساعة 1:30 بالتوقيت المحلي (03:30 بالتوقيت العالمي) من يومِ 20 تشرين الأول/أكتوبر 2011؛ حاول القذافي وقائد جيشه أبو بكر يونس جبر ورئيسُ أمنه منصور ضو ومجموعة من الموالين الهروب من مقرّهم في سرب في في قافلة ضمّت 75 شخصًا وعددًا من المركبات. في تلك اللحظة؛ رصدت طائرة استطلاع تابعة لسلاح الجو الملكي القافلة وهي تتحرك بسرعة عالية؛ بعد أن اعترضت قوات الناتو مكالمة هاتفية عبر الأقمار الصناعية أجراها القذافي. أطلقت الطائرة التابعة لحلف شمال الأطلسي النار على 21 مركبة لكنّها نجحت في تدميرِ واحدةٍ فقط كمَا أطلقت طائرة بدون طيار أمريكية من طراز إم كيو-1 بريداتور كانت تعملُ من قاعدة بالقرب من لاس فيغاس بعض الصواريخ على القافِلة في غرب سرت. بعد لحظات؛ قصفت مقاتلات داسو رافال التابعة لسلاح الجو الفرنسي هي الأخرى تلكَ القافلة. لقد أدّى قصف الناتو إلى تدمير بعض السيارات التي قُدّر عددها بـ 11 كما تسبّبَ في مقتلِ العشرات من المقاتلين الموالين للنظام.
حسبَ البيان الذي نشرهُ الناتو؛ فلم يكن هذا الأخير على علمٍ وقت الضربة بأن القذافي كان في القافلة حيثُ صرّح الناتو أنه وفقًا لقرار مجلس الأمن رقم 1973؛ فإن الحلف ممنوعٌ منعًا كليًا من استهداف الأفراد بل يحقّ له استهداف المنشآت العسكرية التي تشكل تهديدًا لا غير. علمت منظمة حلف شمال الأطلسي في وقت لاحق من المصادر المفتوحة والمخابرات الحربيّة أن القذافي كان في القافلة وأن الضربة ساهمت على الأرجح بطريقةٍ أو بأخرى في أسره.
بعد الغارة الجوية التي دمرت السيارة التي كانت أمام سيارة معمر القذافي؛ لجأ هذا الأخير وابنه المعتصم ووزير الدفاع السابق أبو بكر يونس إلى منزلٍ قريبٍ لكنّه تعرض هو الآخر للقصف لكن هذهِ المرة من قِبل الثوار. حينها أخذَ معتصم 20 مقاتلًا وذهب للبحث عن سيارات غير تالفة لمواصلة الفِرار فيما قالَ تقريرٌ للأمم المتحدة صدرَ في مارس/آذار 2012 أنّ «المجموعة زحفت على بطنها داخلَ أنبوبين للصرف وأقامت موقعًا دفاعيًا.» حاولَ أحد حراس القذافي إعاقة تقدم الثوار بعدما ألقى قُنبلة يدويّة في اتجاههم لكنّه أصاب جدارًا إسمنتيًا فوق الأنابيب لتعودَ لهم منفجرةً في وجهِ عددٍ منهم مما تسبّب في مقتل أحدِ الحراس ويونس جبر.

### القبض والموت
لجأَ القذافي إلى أنبوب صرفٍ كبيرٍ مع عدد من الحراس الشخصيين لكنّ قوات المجلس الوطني الانتقالي عثرت عليهم ففتحتَ النار صوبهم مُصيبةً القذافي بالرصاص الحيّ في ساقه وظهره، ومن غير الواضحِ ما إذا كانت طائرات الناتو قد شاركت في المساعدة في تأمين القبض على القذافي أم لم تفعل. اقتربت مجموعةٌ من الثوار من أنبوب الصرفِ الذي كان يختبئ القذافي فيه وأمروه بالخروج ففعلَ ببطء؛ قبلَ أن يتمّ جرهُ من قدميه بينما هتف الثوار «معمّر، معمّر!» ومع ذلك؛ كشف تقرير للأمم المتحدة صدرَ في آذار/مارس 2012 رواية مختلفة عن لحظة القبض على القذافي؛ حيثُ قيلَ إنّ معمر قد أُصيب بشظايا قنبلة يدوية كانَ قد ألقاها أحد رجاله مما تسبّبَ في تمزّقِ سترته الواقية من الرصاص؛ فَجلس على الأرض في حالة ذهول وصدمة وهو ينزف من جروحهِ ثمّ لوح أحد الموالين له بعمامة بيضاء في إشارةٍ إلى استسلام الهاربين بمن فيهم معمّر.

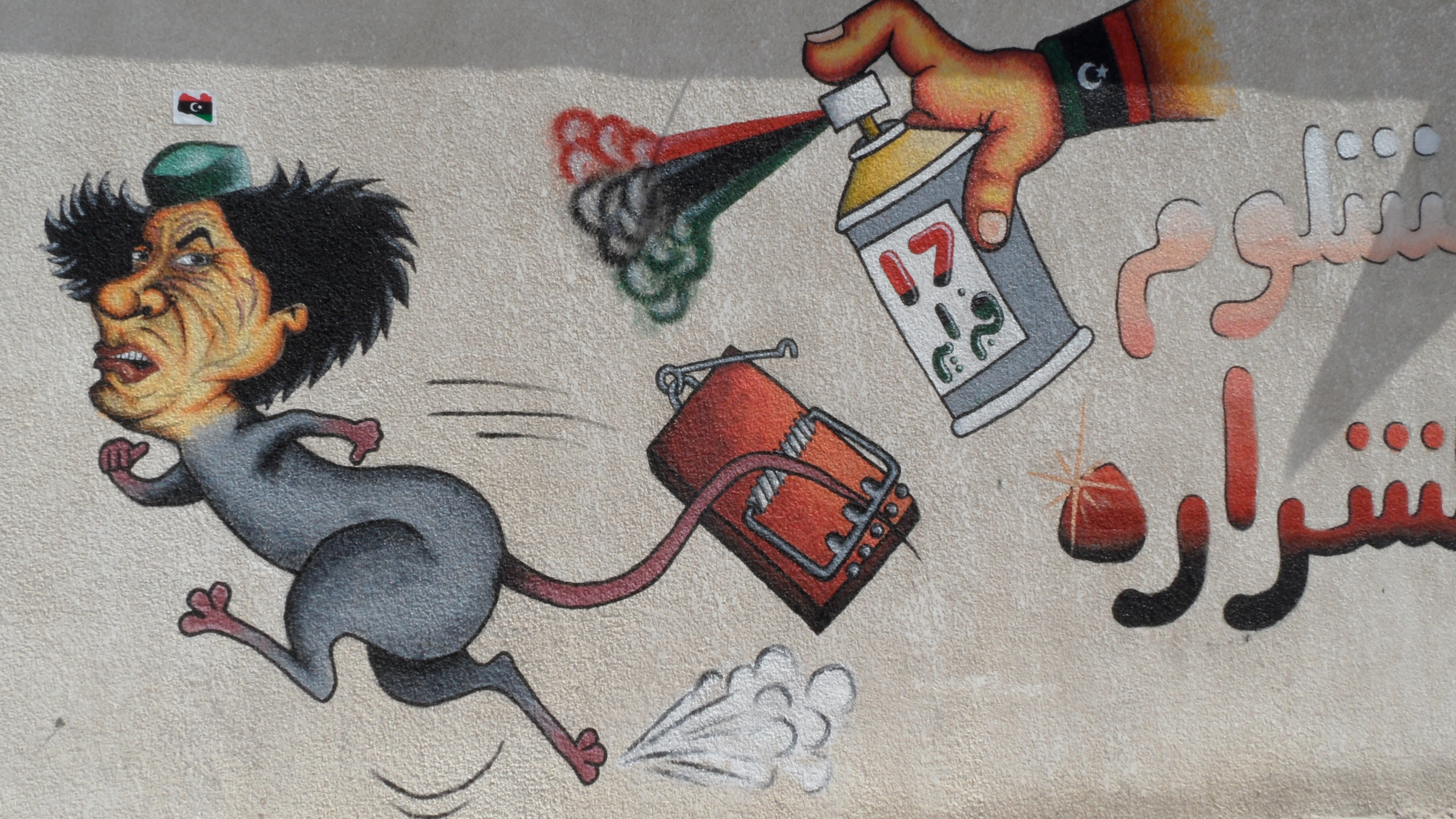
تصوير القذافي كجرذ على أحد الجدران بمدينة طرابلس

قُتل القذافي بعد ذلك بوقت قصير؛ ولم يُعرف كيف فارق الحياة على وجهِ التحديد حيثُ صدرت تقارير مختلفة بل ومتضاربة في بعضِ الأحيان. وفقًا لأحدِ التقارير؛ فإنّ القذافي قالَ لحظة القبض عليه: «من فضلك لا تطلق النار!». وعندَ استجوابه من قبل ثوار مصراتة حول الأضرار التي لحقت بالمدينة من قِبل قواته؛ أنكرَ معمّر أي تورط له وطلبَ من الثوار عدم ضربه أو قتله؛ فيما طلبَ منهُ أحد الثوار الوقوف فكافحَ من أجل ذلك. في الفيديو الذي صوّره أحد الثوار بعدَ دقائق من القبضِ على معمّر؛ كان يُسمع صوت العقيد وهو يقول: «حَرَامٌ عَلَيْكُمْ.» وفي شريط فيديو آخر؛ ظهرَ القذافي فوقَ غطاء محرك السيارة والثوار يُحيطون بهِ من كل جنبٍ مرددين عبارات وصيحات تُشير للقبض عليهِ فيما أطلقَ آخرون الرّصاص في الجو. وقالَ مسؤولٌ كبيرٌ في المجلس الوطني الانتقالي إنه لم يتم إصدار أمرٍ بإعدام القذافي، ووفقًا لمصدر آخر من المجلس: «لقد قبضوا عليه حيًا وحينما تم نقله؛ قاموا بضربه ثم قتلوه.» فيمَا أعطى محمود جبريل رواية بديلة حيثُ قال: «عِندما كانت السيارة تتحرك؛ وقع تبادل لإطلاق النار بين الثوار وقوات القذافي فأُصيب برصاصة في رأسه.»
تم بث العديد من مقاطع الفيديو التي تُصوّر لحظة القبض على معمر وما جرى بعد ذلك؛ ويُظهر فيديو بوضوح أنّ القذافي كان على قيد الحياة حينما أمسكَ به الثوار حيثُ كان وجهه وقميصه ملطخان بالدماء فيما يقومُ الثوار بجرّه باتجاه سيارة إسعاف وهم يُكّبرون. يُظهر فيديو آخر القذافي وهو ينزفُ من رأسهِ جرّاء طلقة نارية فيما يُحيط الثوار بهِ وهم مبتهجين بالقبضِ عليه، فيما يُظهر مقطع فيديو ثالث نُشر على موقع يوتيوب المقاتلين وهم يحومون حول «جسده الهزيل» ويلتقطون الصور ممسكينه من شعره الطويل. بينما يُظهر مقطع فيديو آخر كيف جُرّد من بعضِ ملابسه و«المعامَلة المُهينة» التي تلقّاها كردٍ فعلٍ على ما قامَ بهِ من أفعالٍ حينما كانت السلطة في يده.
قال وزير النفط في المجلس الوطني الانتقالي علي الترهوني: «قررت السلطات الليبية المؤقتة الاحتفاظ بجثة القذافي لبضعة أيام حتى التأكد من أن الجميع على علمٍ بأنه قد مات.» نُقلت الجثة فيما بعد إلى مُجمِّد صناعي حيث سُمح للجمهور بمشاهدتها حتى يوم الرابع والعشرين من تشرين الأول/أكتوبر. في فيديو نُشر على يوتيوب وتمّ تداوله بشكلٍ كبيرٍ على مواقع التواصل؛ تَظهر جثة القذافي معروضة في وسط أحدِ المجمّدات في مصراتة. لقد سافرَ بعض الناس مئات الكيلومترات للتأكّد من أن القذافي قد مات؛ وقد قال أحدهم: «لقد جعل الله الفرعون كمثالًا للآخرين. لو كان رجلاً طيباً لتمّ دفنه؛ لكنه اختار هذا القدر لنفسه»، فيما شاهد أحد المراسلين بقايا أعيرة نارية في جسدِ القذافي ما يُشير بشكلٍ ضمنيّ إلى أنّه تعرض لطلقات من مسافة قريبة.

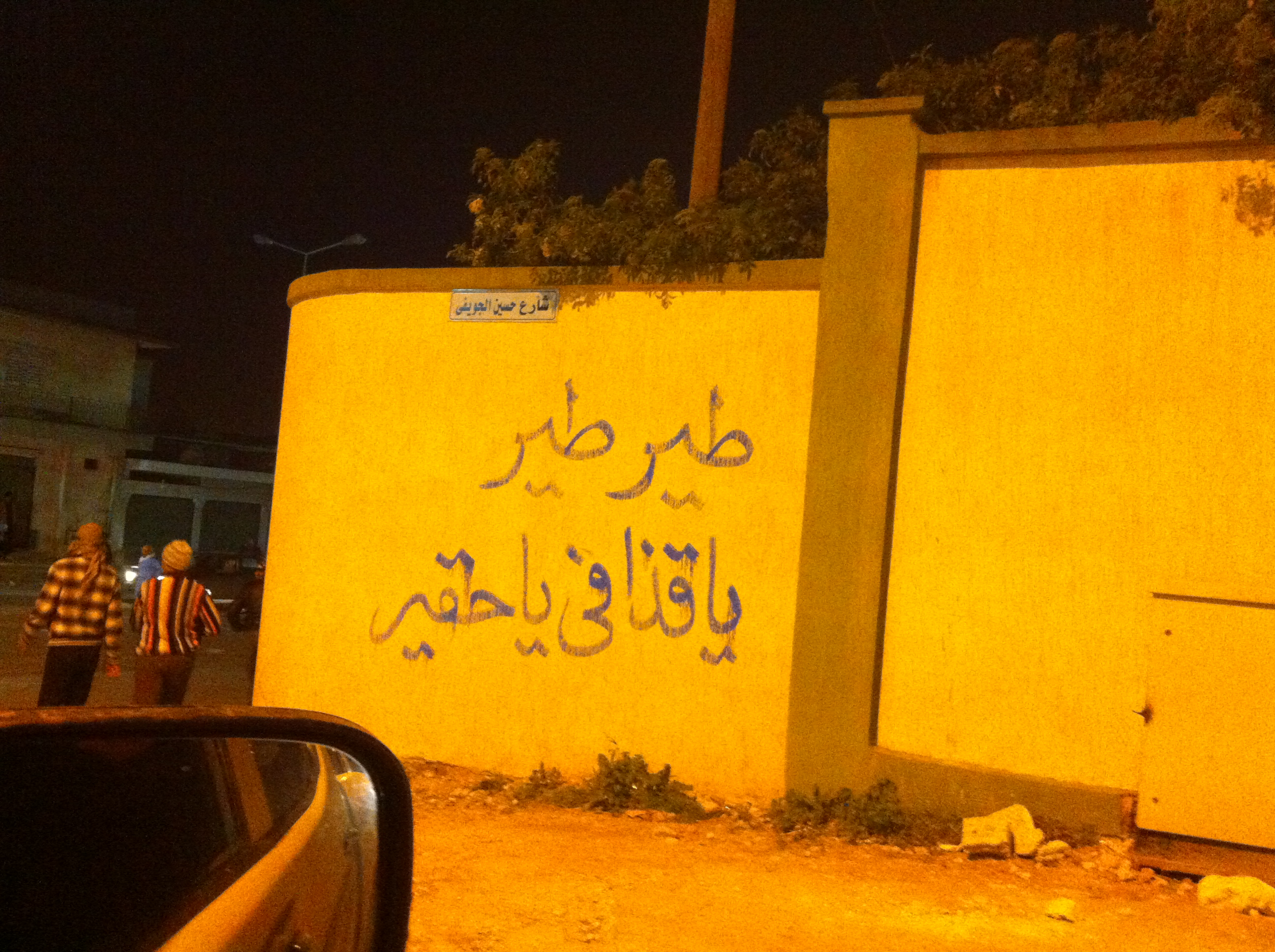
كتابات معادية للقذافي على أحدِ جدران مدينة البيضاء

عُرضت جثة القذافي بجانب جثة ابنه المعتصم الذي قُتل على يدِ ثوار مصراتة بعد أسرهِ في سرت في 20 تشرين الأول/أكتوبر وقد أُزيلت جثة هذا الأخير من الثلاجة لدفنها مع جثة والده يوم 24 تشرين الأول/أكتوبر من عام 2011. وعلى الرغم من أن متحدثًا باسم المجلس الوطني الانتقالي قال إن جثة القذافي ستتم إعادتها إلى عائلته لإبقاء موقع دفنه سريًا بعد التشريح الذي سيحدّد سببَ الوفاة، إلّا أن المجلس في مصراتة قالَ إنه سيتم دفنه بسرعة بدلاً من ذلك؛ مبديًا اعتراضه على فكرة التشريح. فيما دعت منظمة العفو الدولية وهيومن رايتس ووتش إلى تشريح جثة مستقل وإجراء تحقيق في كيفية وفاة القذافي. وبحلول 25 تشرين الأول/أكتوبر؛ أعلنَ ممثلو المجلس الوطني الانتقالي أن جثة القذافي قد دُفنت في مكانٍ مجهولٍ في الصحراء في وقت مبكر من صباح ذلك اليوم جنبًا إلى جنب مع نجله المعتصم ووزير الدفاع أبو بكر يونس. وكانت قناة الآن – التي تتخذ من دبي مقرًا لها – قد عرضت لقطات مصوّرة من قِبل كاميرا هواة تُظهر جنازة أُقيمت في مكانٍ مجهولٍ، فيمَا قال وزير الإعلام الليبي محمود شمام نقلًا عن عدّة فتاوى صدرت في الموضوع: «إنّه لا يجب دفن القذافي في المقابر الإسلامية ولا يجب دفنه في مكان معروف لتجنب أيّ فتنة.»

### التورط الأجنبي
بعد لحظات من ورود أنباء عن مقتل القذافي؛ نشرت قناة فوكس نيوز مقالًا بعنوان «طائرة بدون طيار أمريكية متورطة في مقتل القذافي» مشيرةً إلى أن طائرة استطلاع أمريكية من طراز بريداتور شاركت في الغارة الجوية على قافلة القذافي قافلة لحظات قبل وفاته فيما وصف مسؤول أمريكي مجهول لاحقًا سياسة واشنطن بأنها «تُؤدي من الخَلف.» الجدير بالذكر هنا أنّ ثوار ليبيا كانوا يخبرون مسؤولي الحكومة الأمريكية باستمرار بأنهم لا يريدون مساعدة عسكرية خارجية في الإطاحة بالنظام؛ لكنّ مصادر أخرى قالت أنّ واشنطن دعمت المُعارضة عبرَ شحنات أسلحة سريّة كما وضعت خطة أعقبت وفاة القذافي تتمثلُ في الأساس بالبدء الفوري بتدفق المساعدات الإنسانية إلى شرق وغرب ليبيا كمَا أكدت بعضُ المصادر الأمريكية أنه من المهم «عدم السماح لتركيا وإيطاليا وغيرهما بسرقة الثورة.»

## عائلة القذافي
أعلن مسؤولون في المجلس الوطني الانتقالي أن أحد أبناء القذافي وهوَ المعتصم الذي كان مستشار الأمن القومي قد قُتل هو الآخر في سرت في نفس اليوم؛ وبيّن شريط فيديو نُشر في وقت لاحق جثة معتصم ملقاة في سيارة إسعاف، كما أظهر شريط فيديو بثته قناة الرأي معتصم على قيد الحياة وهوَ يتحدث إلى خاطفيه فيما بقيت ظروف وفاته غير واضحة شأنهُ شأنَ والده.
أُلقي القبض على ابنٍ آخر للعقيد معمّر القذافي وهوَ سيف الإسلام وذلك بعد حوالي شهر من وفاة والده بينمَا كان يحاول الفرار إلى النيجر. صرّح عبد الحكيم الجليل، قائد اللواء الحادي عشر للمجلس الوطني الانتقالي؛ أنه تم القبض على موسى إبراهيم أيضًا – وهو المتحدث السابق باسم حكومة القذافي – على مقربة من سرت فيما أشارت تقارير أخرى إلى أن الثوار قد نجحوا في أسرِ أحمد إبراهيم أحد أبناء عمومة القذافي.

## الأحداث اللاحقة

### دعوات التحقيق
دعت العديد من المنظمات بما في ذلك الأمم المتحدة وحكومتي الولايات المتحدة والمملكة المتحدة إلى إجراء تحقيق في الظروف الدقيقة لوفاة القذافي، وسط الجدل الذي أُثير حول مقتله والذي اعتبرهُ البعض جريمة قتل خارج نطاق القضاء وجريمة حرب. وكانت نافي بيلاي مُفوّضة المفوضية السامية للأمم المتحدة لحقوق الإنسان قد قالت إنه ينبغي إجراء تحقيق كامل، فيمَا قال المتحدث باسم المفوضيّة إنه يتوقع أن تنظر لجنة الأمم المتحدة التي تحقق بالفعل في انتهاكات محتملة لحقوق الإنسان في ليبيا في القضية. ونفس الأمر قالهُ وحيد بورشان العضو في المجلس الوطني الانتقالي الذي أكّد على أنه ينبغي إجراء تحقيق.
في 24 تشرين الأول/أكتوبر 2011؛ أعلنَ المجلس الوطني الانتقالي أنه أمر بإجراء تحقيقٍ استجابة للمطالبات الدولية، كما توعّد بمحاكمة «القَتَلة» إذا أظهر التحقيق أنه توفي بعد أسره. بعد مرور عام تقريبًا وبالتحديدِ في 17 تشرين الأول/أكتوبر 2012؛ كشفت هيومن رايتس ووتش عن أدلة جديدة تُبيّن حدوث عمليات قتل جماعي في الموقع الذي قُبض فيهِ على القذافي.

### التداعيات الإقليمية
لقد كانَ لمقتل القذافي المثير للجدل تداعيات مهمة في الشرق الأوسط وشمال أفريقيا، وقد تكهّن المحلل السابق بوكالة الاستخبارات المركزية بروس ريدل بأن الوفاة ستكثف الاحتجاجات في سوريا واليمن فيمَا ذكر المسؤولون الفرنسيون أنهم بسبب ما حصلَ في ليبيا «كانوا يراقبون الوضع الجزائري.»

### الانتقام
قامَ جنودٌ تابعين لما يُعرف بالمقاومة الخضراء في بني وليد بأسرِ الشاب المصراتي عمران شعبان الذي يُعدّ أول من اكتشفَ وجود القذافي في أنبوب التصريف كما يُعتبر أول من نجحَ من الثوار في إلقاء القبض على العَقيد وقد ذاع صيتُ الشاب بعدما ظهرَ في أكثر من فيديو وهوَ يحملُ مسدس القذافي الذهبي. تعرّض عمران للتعذيب الشديد حتى أُصيب بالشلل وتدخل الرئيس المؤقت لليبيا شخصيًا من أجلِ الإفراج عنه لكنه توفي بعد بضعة أيام متأثرًا بجراحه في إحدى مستشفيات باريس في فرنسا.

## ردود الفعل

### محليًا
قال رئيس الوزراء محمود جبريل «إنه تمنى أن يبقى القذافي على قيد الحياة حتى يُمكن محاكمته بتهم ارتكابِ جرائم ضد الإنسانية، ولكن الآن وقد مات ، ستحتاج ليبيا إلى خطة دقيقة للانتقال إلى الديمقراطية» فيما قالَ مكتبُ رئيس الدولة غير المنتخب بعد: «لقد انتهت مقاومة قواتنا للقذافي بشكل جيد بعون الله.» كما أعلنَ المكتبُ عن ما سمّاه «تحرير ليبيا» في حفلٍ أقيم في بنغازي في 23 تشرين الأول/أكتوبر بعد ثلاثة أيام من وفاة القذافي. أمّا علي الترهوني – أحد الشخصيّات في المجلس الوطني الانتقالي – فقد قالَ في 22 تشرين الأول/أكتوبر إنه أصدر تعليماته إلى المجلس العسكري في مصراتة للحفاظ على جثة القذافي لعدة أيام للتأكد من أن الجميع على علمٍ بأنه مات. بعد يومين، اعترفَ الترهوني بأنه كانت هناك انتهاكات لحقوق الإنسان في معركة سرت؛ والتي قال إن المجلس الوطني الانتقالي أدانها وادعى أن المجلس التنفيذي «لا يريد وضع حد لحياة هذا الطاغية قبل تقديمه للمحاكمة واتخاذ القرار.»
صرح المتحدث باسم المجلس العسكري في مصراتة فتحي باشاغا بأن المجلس واثقٌ من أن القذافي قد مات وأنه توفي متأثرًا بجراحه التي أصيب بها خلال القتال قبل أسره، فيما قالَ الساعدي القذافي أحد أبناء معمر القذافي الباقين على قيد الحياة في المنفى بالنيجر على لسانِ محاميه: «إنه صادمٌ وغاضبٌ من «الوحشية الشديدة» التي تعرّض لها والده وأخيه المعتصم وأن القتل أظهر أن القيادة الليبية الجديدة لا يمكن الوثوق بها لإجراء محاكمات عادلة.»

### دوليًا
جائت ردود الفعل الدولية على مقتل القذافي بكثيرٍ من الترحيب وداعيةً الليبيين إلى تشكيل ليبيا ديمقراطية وحرة ودولة لكل الشعب:
- الأمم المتحدة: دعا بان كي مون الأمين العام للأمم المتحدة الليبيين إلى العمل على تأسيس مرحلة جديدة من التعددية والعدالة والحرية.
- إنجلترا: قالَ ديفيد كاميرون رئيس الوزراء البريطاني إن مقتل القذافي بعد حكمه لليبيين لأكثر من 40 سنة يُشكل مستقبلا جيدًا لليبيين وأضافَ أن الليبيين لهم فرصة أفضل لتشكيل دولة ديمقراطية تتمتعُ بالحرية المتينة.
- روسيا: قالَ ديمتري مدفيديف إنّه يأملُ في أنّ مقتل القذافي سيؤدي إلى السلام والحكم الديمقراطي في ليبيا.[72]
- الولايات المتحدة: أكّد باراك أوباما في مؤتمر صحفي نبأ وفاة معمر القذافي وقال: «لقد تم رفعُ الظلم والاستبداد على ليبيا» وأضاف: «لايجب أن نتوهم ... ليبيا لديها طريق متعرج وطويل لتحقيق الديمقراطية.[73]»